# Collection Mesdag
La Collection Mesdag ((nl) De Mesdag collectie) est un musée d'arts visuels situé à La Haye (Pays-Bas) comprenant des objets d'art, dont un vaste ensemble de peintures du XIXe siècle et des céramiques japonaises.

## Le musée

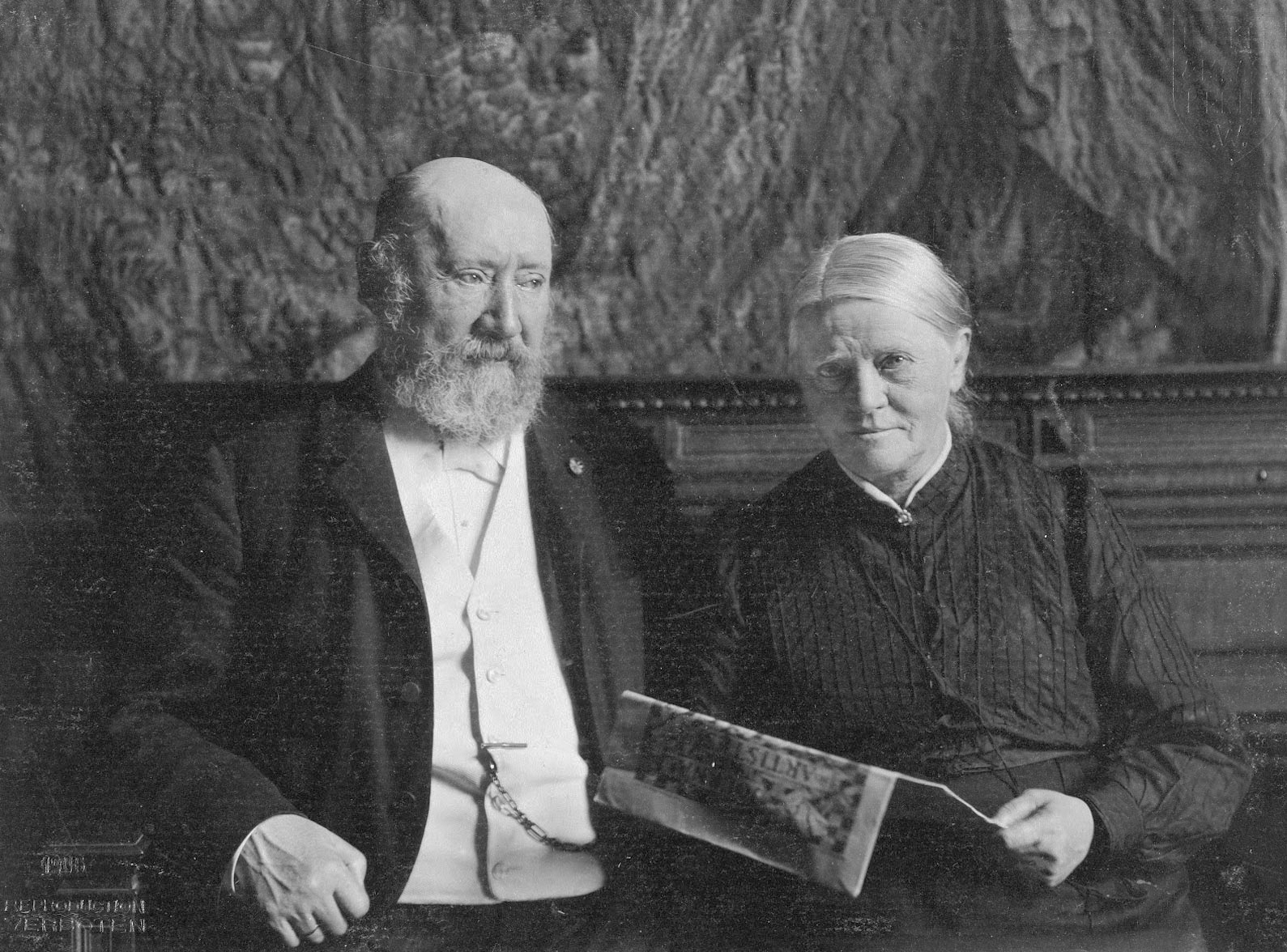
Hendrik Willem et Sientje Mesdag (1905, collection du musée).

Situé à La Haye, sur Laan van Meerdervoort (en), la plus longue avenue du pays, le musée fait partie de l'ancien hôtel particulier de Hendrik Willem Mesdag (1831-1915), banquier et peintre de marines, et de son épouse Sientje van Houten (1834-1909), également peintre. Les Mesdag étaient de grands collectionneurs d'art, ils commencent à acheter des œuvres en 1866, entre Amsterdam, Londres et Paris. Ils font aménager dans leur demeure un espace muséal pour abriter leur collection exceptionnelle. Le musée est situé juste à côté de la résidence et est ouvert à quelques amateurs d'art dès 1887 sous le nom de « Museum Mesdag ».
En 1903, les Mesdag font don du musée et de leurs collections à l'État néerlandais, le lieu s'ouvre au public, étant classé Rijksmonuments (« monument national ») et un premier inventaire est établi en 1905 puis en 1911. Hendrik Willem Mesdag en reste le directeur jusqu'en 1911. Depuis 1991, la collection est sous la responsabilité du musée Van Gogh d'Amsterdam. La Collection Mesdag se trouve à environ 500 m du Panorama Mesdag, où est exposée l'œuvre la plus célèbre de Mesdag, le grand panorama de Schéveningue.
Le musée ferme à partir de 1996 jusqu'au printemps 2011 pour être entièrement rénové, et une nouvelle extension est ajoutée, attenante au bâtiment originel : l'ensemble rouvre en changeant de nom, et devient « De Mesdag collectie ». On peut découvrir l'atelier du couple Mesdag, mais également la façon dont ils ont décoré leur intérieur : les visiteurs ont ainsi accès à un mode de vie bourgeois typique de la fin du XIXe siècle, attiré par la peinture moderne et le japonisme.
Outre l'accès à la collection permanente, le musée propose plusieurs expositions temporaires tout au long de l'année.

## Les collections
Le musée renferme plus de 300 peintures du XIXe siècle, des dessins, des aquarelles, des gravures, rattachés principalement aux écoles néerlandaises et françaises. S'ajoute une importante collection de céramiques provenant du Japon ainsi que des anciennes manufactures néerlandaises.
On peut y admirer des toiles issues de l'école de Barbizon, des œuvres entre autres de Jean-Baptiste Camille Corot, Théodore Rousseau, Jean-François Millet, Charles-François Daubigny, Eugène Delacroix, Gustave Courbet, César De Cock. L'école de La Haye, à laquelle était rattaché le couple Mesdag en tant qu'artistes, est représentée par des œuvres de Lawrence Alma-Tadema, George Hendrik Breitner, Jozef Israëls, Anton Mauve, Willem Roelofs et bien entendu des toiles de Hendrik Willem et Sientje Mesdag. On y trouve également des tableaux d'Antonio Mancini, un peintre qui fut particulièrement défendu par le couple.
Le musée abrite également des objets décoratifs en bronze, des céramiques, et des meubles d'époque, dont un important ensemble relevant de l'art japonais.